# عسمة
القمبريط[بحاجة لمصدر] أو القمبريطوم[بحاجة لمصدر] أو الهبيل أو العَسْمُ  أو العَسْمَةُ أو العَشِمُ  أو العَاشِمُ أو العيشوم أو تكفيت (الاسم العلمي: Combretum) هو جنس من النباتات يتبع الفصيلة القمبريطية من رتبة الآسيات.